# 扱心流
扱心流（きゅうしんりゅう）とは、犬上永保が開いた柔術流派。扱心流体術と称する。扱心一流、犬上流ともいう。その技法が起倒流柔術に極めて似ていることで知られる。

## 歴史
近江国犬上郡彦根（現・彦根市）の住人・犬上永保は、祖先の犬上永勝が速水円心から学んだと伝えられる家伝の組討術を、叔父の棚橋良貞に学んだ。
その後、京都で滝野遊軒（滝野貞高）から起倒流柔術を学び、扱心流を開いた。（ただし、系譜では犬上永勝を初代としているため、実質的な開祖である犬上永保は第6代となっている）
宝暦3年（1753年）、永保が久留米藩に召し抱えられたことにより、九州の諸藩に広まった。
特に肥後国熊本藩では、扱心流の江口道場が、星野道場（四天流組討、伯耆流居合術、楊心流薙刀術）、矢野道場（竹内三統流柔術、新心無手勝流居合）と並ぶ肥後柔術三道場の一つとされ、大いに栄えた。また、江口家から幕臣の窪田家の養子となった窪田鎮勝が江戸で扱心流を指導し、幕府の講武所の柔術師範役となった。
明治時代に警視庁で制定された警視流柔術に、扱心流からは捨身技のひとつである「陽ノ離レ」が採用された。

### 新庄藩の汲心流
新庄藩の系統では汲心流と書かれる。
神部藤内が江戸で汲心流を学び新庄藩に伝えたとされる。

講道館柔道九段の尾形源治は、旧制山形中学校在学中に新庄藩柔術師範天野氏の子である天野竜太郎の門に入り汲心流を学んでいる。

## 扱心流に関する話

### 山形県の天野竜太郎
明治時代に新庄藩の系統を伝えていた天野竜太郎は山形中学校で柔術を教えていた。講道館柔道九段の尾形源治は学生時代に天野の指導を受けており、著書にその時の話が多く書かれている。
天野竜太郎は新庄藩柔術師範を務めた天野の息子で幼少より柔術を修業して免許皆伝となった。
尾形源治が山県中学校に入学した1906年頃、天野竜太郎は60代であった。天野は警察の柔術師範と山形中学校の柔術師範を兼任していた。
天野は酒好きで瓢箪に酒を入れてぶら下げ、稽古後に酒を飲んでいた。
天野は五尺一二寸（約154～157㎝）の吹けば飛ぶような体格だったが、いざ稽古になると中学上級の大男を驚くほどの早業で手玉に取って投げ、絞めたり抑えたりしていた。
天野は喘息の病気で亡くなったが、咽喉が強くていくら絞めても絞まらないのに咽喉の病気で死ぬとは皮肉なものだと尾形は深刻に考えたという。

#### 天野の棒抜
天野竜太郎は仰向けに寝た状態で六尺棒を喉に当て両端を頑丈な五年生四人で力任せに押し付けさせたのをするりと抜け出て立ち上がるという演武を寒稽古納会でよく行っていた。
尾形源治は山県中学に入って一年の寒稽古納会で棒抜を見たが、これが初めて柔術を見て驚いた事だったと記している。
尾形自身も出来ないことはないと天野と同じことをやってみたが咽喉骨が砕けそうで止めてしまい、その極意は分からなかった。

#### 絞の要領
尾形源治が二年生になった頃、天野から首を絞めてみろと言われ背中に廻って送襟絞で絞めたがいくら力を入れても平然として「まだまだ。」と言われた。
逆に天野が尾形の後ろから絞めたらすぐに呼吸が止まり目が霞んで来たので手を打ったら、天野は絞めるのを止めて絞の要領と絞められた時の防ぎ方を教えてくれた。
これが尾形にとって絞技の一手を知った始めだった。尾形は後に大日本武徳会武道専門学校に入って柔道の専門家になってからも天野から教わった絞の要領を忘れずに試合で発揮したと記している。

#### はりま投げ
天野の得意技ははりま投げという技で講道館柔道の巴投と同じだった。
尾形は習いたてのころからはりま投げを仕込まれて柔道の専門になってからもこの技を用いて大小数々の試合で偉効を奏したと記している。
このはりま投げの極意を天野に効いても絶対に話さず、自分がやるのを見ておれと言うだけであった。くたくたになるまで投げつけて、これで嫌になって辞める奴は見込みがないと言っていた。

#### 汲心流の極意
天野は小男だったが、大男の生徒から跳腰などの投技で攻められても自分から飛び上がって技を避け背中に抱き付き昇り絞めに入るという戦い方をしていた。
絞めが速く、腰投に対して背中に抱き付いて送襟絞や裸絞にとり、はりま投に失敗すれば足を潜って後ろに廻って絞めた。
天野は背中に抱き付いたら必ずと言っていいほど絞め上げたが、これが汲心流の極意だと尾形に語っていた。
天野は相手の前にぶら下がって片足で咽喉骨を押しながら両手絞を行う汲心流独特の絞技も使っていた。

### 山形県の斎藤兼蔵
斎藤兼蔵は新庄藩の汲心流を学んだ人物である。
五間離れた所に藁人形を置き、小刀を左手に持ったまま空中転回三回で人形に達して一刀のもとに斬り、逆空中転回で元の位置に戻るのを得意としていた。

## 内容
十二象
本心、腰返、打返、打落、陽落、陰落、左、右、大車、陰陽返、胸取、胸返
残合
曲尺、目附、中
仕合口
礒浪、山落、陰離、陽離、浦浪、引捨、引浪

## 系譜
- 犬上左近将監永勝
- 犬上群兵衛永友
- 伊藤助兵衛重勝
- 伊藤四郎兵衛宗正
- 棚橋五兵衛良貞（犬上郡兵衛の叔父）
- 犬上郡兵衛永保（起倒流 滝野遊軒の弟子）

犬上永保からの系譜
- 犬上郡兵衛永保
  - 犬上郡兵衛永昌
    - 石野作左衛門長鑑
      - 石野群左衛門長正
        - 石野群蔵長明
          - 空閑勝平利勝 
            - 津留崎久太郎久明
              - 穂積瀧雄

      - 岩橋清吉惟精
        - 野田与市心重
          - 野田孫次郎心幸
            - 野田陣太郎

    - 江口吉太夫鎮俊
      - 江口源次郎秀種
        - 江口彌左衛門鎮誠
          - 江口彌三鎮良
            - 江口又男鎮成
            - 木村平太郎
            - 牛島義一（牛島辰熊の兄）
            - 牛島辰熊
            - 福島清三郎（木村平太郎から指導を受ける）
            - 北畠清八

          - 関角三越智基昌

        - 窪田鎮勝（江口治郎右衛門藤原鎮勝）
          - 窪田鎮章
            - 今井信郎

      - 石川雄兵衛良繁
        - 石川雄兵衛良量
        - 内田良五郎
        - 岸原平六
        - 岩原弥蔵

      - 土肥太久馬

    - 神部藤内周富（新庄藩）
      - 天野弥惣左衛門真照
        - 天野弥惣左衛門治雄
          - 天野照太郎平雄
            - 天野竜太郎
              - 尾形源治

            - 今井賢真珍
              - 星川圓治
              - 今田圓治
              - 髙山惠太郎

            - 三上富治

          - 高橋栄吉
            - 三上富治
              - 斉藤兼蔵

            - 今田圓治
            - 今田弥内

          - 高橋沢五郎
          - 平賀庄右衛門

        - 石山範右衛門

      - 荒木永治

## 史跡
神部藤内の碑
長泉寺（山形県新庄市）
神部の門人が建立した碑。
天野弥惣左衛門治雄の碑
接引寺（山形県新庄市）
天野の門人が建立した碑。